# Clima regional
Clima regional é uma subunidade climática do macroclima, correspondendo a uma extensa região, como um oceano ou um grande país.